# M’bour

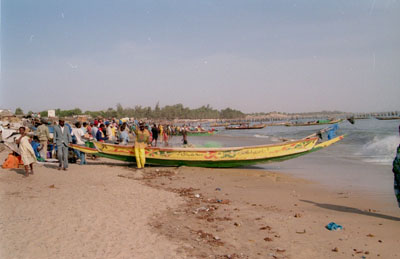
Traditionelle Fischerboote am Strand von M’bour, Senegal

M’bour (auch M’Bour und Mbour geschrieben, in Wolof Mbuur)
ist eine Großstadt im zentralen Westen des Senegal. Sie ist Präfektur des Départements Mbour in der Region Thiès und ist ein Zentrum für die Fischerei und den Tourismus des Landes.

## Geographische Lage
Mbour liegt an der Petite-Côte, etwa 80 km südöstlich der Hauptstadt Dakar, und ist baulich mit dem angrenzenden Seebad Saly Portudal zusammengewachsen. Alle anderen umliegenden Ortschaften sind Teil der Landgemeinde (Communauté rurale) Malicounda; es handelt sich dabei um Malikounda Sas, Falokh, Sintiou Mbadane, Nianing und Warang.
Nach Dakar, der Hauptstadt des Senegal, sind es 83 km. Vom im Dezember 2018 eröffneten Flughafen Dakar-Blaise Diagne, Ndiass, sind es nach Mbour 37 km.

## Bevölkerung
Die Bevölkerung von M'bour setzt sich aus verschiedenen ethnischen Gruppen zusammen. Hier leben Serer, Lébou, Mandinka, Peul.
Die letzten Volkszählungen ergaben für die Stadt jeweils folgende Einwohnerzahlen:
| Jahr | Einwohner |
| ---- | --------- |
| 1988 | 76.751    |
| 2002 | 153.503   |
| 2013 | 232.777   |
| 2023 | 284.189   |

## Geschichte
Seit den 1860er Jahren waren die Serer und Lébou aufgrund der Fischerei bereits in M'bour ansässig. Auch die Mandinka siedelten sich aus der Casamance in diesem Zeitraum in M'bour an. Ab den 1920er Jahren baute die französische Kolonialverwaltung den Hafen von M'bour aus. Es folgte eine Zuzugswelle ins Stadtgebiet auch durch andere Bevölkerungsgruppen wie die Peul. Das von den Mandinka besiedelte Viertel L'escale musste an die Kolonialherren abgegeben werden. Die Mandinka gründeten daraufhin die Viertel Sosse-Ost und Sosse-West.
Die Stadtentwicklung lässt sich in vier Phasen gliedern.
- Die vorkoloniale Phase
- Zwischen 1922 und 1945
- Zwischen 1946 und 1976
- Ab 1977 bis heute

Bis 1922 waren vor allem die Franzosen an einem Ausbau der Stadt interessiert, die bis dahin nur dünn von den Serer, Lébou und Sossés (Mandinka) besiedelt war.
In der zweiten Phase von 1922 bis 1945 entwickelte sich die städtische Struktur von Mbour durch den planmäßigen Ausbau der Hafenanlagen und der Achsen des städtischen Bebauungsplans.

## Wirtschaft
Die Stadt hat sich um eine Titanmine herum entwickelt. Daneben stützt sich die Wirtschaft hauptsächlich auf den Fischfang sowie den Tourismus. M'bour hat nach Dakar den zweitgrößten Hafen des Senegal. Exportiert wird in die angrenzenden Länder und in die Europäische Union.
Sie ist aber auch ein wichtiges touristisches Zentrum, sowohl wegen des feinen und flachen Sandstrandes der Petite-Côte, als auch wegen des reichlich angelandeten Fisches. Besonders sehenswert ist das „Experimentelle Ökologische Schutzgebiet von M’bour“ (Réserve écologique expérimentale de M’bour), das 1987 eingerichtet wurde.

## Kultur
Die Mandinka führen in Mbour alljährlich den Kankurang auf, welcher ein Initiationsritus für junge Männer ist. An vier aufeinander folgenden Wochenenden im August und September wird das Blätterfest aufgeführt. Der Kankurang, eine mythische Figur der mandinkischen Kosmologie, darf dabei nur von bereits initiierten Männern der Mandinka betrachtet werden. Touristen sollten Abstand halten. Der Kankurang ist als immaterielles Kulturerbe der Menschheit in die repräsentative Liste der Unesco aufgenommen worden. Heute wird der Kankurang bedroht durch den Tourismus, aber auch durch die fortschreitende Urbanisierung und ist somit ein zu schützendes Kulturgut.

## Städtepartnerschaften
Seit 1974 ist M’bour mit der französischen Hafenstadt Concarneau verschwistert.

## Persönlichkeiten
- Youssou Diagne, Politiker und vormals Präsident der Nationalversammlung des Senegal
- Demba Diop, ehemaliger Bürgermeister von M’bour und vormals Minister für Jugend und Sport während der Präsidentschaft von Léopold Sédar Senghor. Nach Demba Diop sind ein Gymnasium in M’bour und das Demba Diop Stadion in Dakar benannt.
- Caroline Faye Diop, geboren 1923 in Foundiougne, Ehefrau von Demba Diop. Sie war die erste weibliche Abgeordnete in der Nationalversammlung des Senegal, und danach Ministerin unter Léopold Sédar Senghor und Abdou Diouf.
- Youssou Thiépenda Diop – Zivilverwalter, ehemaliger Gouverneur der Region Ziguinchor
- Ousmane Kane, Rechtsanwalt und ehemaliger unabhängiger Kandidat für die senegalesischen Präsidentschaftswahlen von 2007
- Viviane N’Dour (* 1959), senegalesische Mbalax-/R&B-Sängerin, Anfang der 1990er Jahre Background-Sängerin bei Youssou N’Dour
- Tafsir Demba Sall (?), Namensgeber für eine Schule in M’bour
- Serigne Abdoulaye Ndiaye (?), Religiöser Führer
- Thierno Mansour Barro, Marabout von M’bour
- Assane Diop Ba, Fußballer
- Mame Birame Gaye (* 1987), Fußballspieler
- Moussa Konaté (* 1993), Fußballspieler
- Nago Koité aus M’bour, Senegal, Tänzer und Trommler, gründete in den 80ern mit seinen Brüdern Pape Gueye, Amadou, Sidy und Talla Koité, die Musikergruppe N’Guewel Saf Sap
- Ibrahima Niane (* 1999), Fußballspieler
- Charles M. Huber, Schauspieler, Autor und Politiker (geboren 1956 in München)

## Bibliographie
- Sadibou Dabo: Ethnicité et urbanisation: les Mandingues de Mbuur au XIX–XX siècle, Dakar, Université Cheikh Anta Diop, 1994, 102 p. (Mémoire de Maîtrise) (französisch)
- Abdoulaye Mballo: L’évolution politique de la ville de Mbour de 1945 à 1967, Dakar, Université Cheikh Anta Diop, 1993, 101 p. (Mémoire de Maîtrise) (französisch)
- C. Fall: « Environnement côtier et santé: le cas des villes de Dakar et Mbour », in Diaw, A. T., Thiam, M. D., Bouland, P., Diouf, P. S., Lake, L. A., Mbow, M. A., Ndiaye, P. et Thiam, M. D., Gestion des ressources côtières et littorales du Sénégal: Actes de l’Atelier de Gorée du 27–29 Juillet 1992, 1993, p. 269–274 (französisch)
- Brigitte Rasoloniaina: Étude des représentations linguistiques des Sereer (Sénégal: Mbour, Nianing, Sandiara), Paris, L’Harmattan, 2000 (französisch)
- Birahim Seck: L’évaluation de la santé maternelle et périnatale à Mbour, Sénégal: une étude sociologique empirique, Lausanne, Sciences sociales et politiques, 2002 (französisch)

## Filme
- Les Enfants perdus de M’Bour, un film de Daniel Grandclément, France, 2009, 46',  Dokumentarfilm über die Problematik der bettelnden Koranschüler (talibés) in Sénégal.